# FIFA Aranylabda

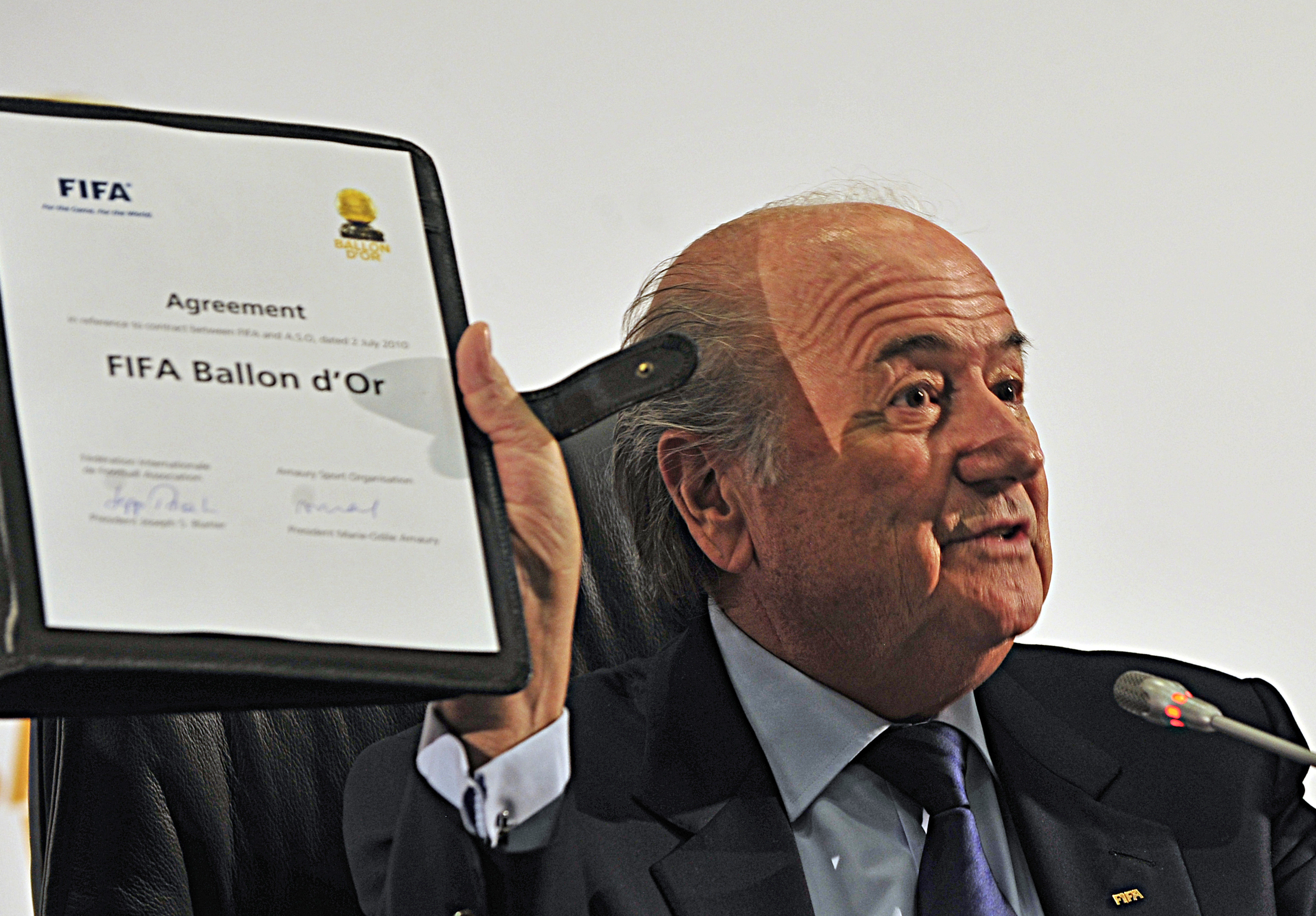
Sepp Blatter mutatja a FIFA Aranylabdáról szóló megegyezést Johannesburgban 2010 júliusában

A FIFA Aranylabda egy díj a labdarúgásban, amelyet az évben a legjobb teljesítményt nyújtó labdarúgó kap meg. A díj odaítélése szövetségi kapitányok, válogatottak csapatkapitányai valamint újságírók szavazatai alapján történik.
A díjat 2010-ben alapította a FIFA. A France Football magazin által alapított Aranylabdát, és a FIFA év játékosa díját vonták össze.
2016. szeptember 16-án bejelentették, hogy miután lejárt a FIFA és a France Football együttműködési szerződése, nem újítják meg, így az év legjobb játékosát a 2010 előtti gyakorlathoz visszatérve ismét a francia szaklap Aranylabda díjával jutalmazzák, a FIFA pedig újra átadja Az év labdarúgója elismerését.

## Eredmények
| Év   | Hely.             | Játékos       | Nemzet         | Klub   | Eredmény |
| ---- | ----------------- | ------------- | -------------- | ------ | -------- |
| 2010 |                   |               |                |        |          |
| 1.   | Lionel Messi      | Argentína     | FC Barcelona   | 22,65% |          |
| 2.   | Andrés Iniesta    | Spanyolország | FC Barcelona   | 17,36% |          |
| 3.   | Xavi              | Spanyolország | FC Barcelona   | 16,48% |          |
| 2011 |                   |               |                |        |          |
| 1.   | Lionel Messi      | Argentína     | FC Barcelona   | 47,88% |          |
| 2.   | Cristiano Ronaldo | Portugália    | Real Madrid    | 21,60% |          |
| 3.   | Xavi              | Spanyolország | FC Barcelona   | 9,23%  |          |
| 2012 |                   |               |                |        |          |
| 1.   | Lionel Messi      | Argentína     | FC Barcelona   | 41,60% |          |
| 2.   | Cristiano Ronaldo | Portugália    | Real Madrid    | 23,68% |          |
| 3.   | Andrés Iniesta    | Spanyolország | FC Barcelona   | 10,91% |          |
| 2013 |                   |               |                |        |          |
| 1.   | Cristiano Ronaldo | Portugália    | Real Madrid    | 27,99% |          |
| 2.   | Lionel Messi      | Argentína     | FC Barcelona   | 24,72% |          |
| 3.   | Franck Ribéry     | Franciaország | Bayern München | 23,39% |          |
| 2014 |                   |               |                |        |          |
| 1.   | Cristiano Ronaldo | Portugália    | Real Madrid    | 37,66% |          |
| 2.   | Lionel Messi      | Argentína     | FC Barcelona   | 15,76% |          |
| 3.   | Manuel Neuer      | Németország   | Bayern München | 15,72% |          |
| 2015 |                   |               |                |        |          |
| 1.   | Lionel Messi      | Argentína     | FC Barcelona   | 41,33% |          |
| 2.   | Cristiano Ronaldo | Portugália    | Real Madrid    | 27,76% |          |
| 3.   | Neymar            | Brazília      | FC Barcelona   | 7,86%  |          |

## Tiszteletbeli Aranylabda
A 2014. január 13-án rendezett (a 2013-as évet lezáró) FIFA-gálán a brazil Pelét tiszteletbeli aranylabdássá avatták. Az egyetlen háromszoros világbajnok labdarúgó aktív játékosként nem kaphatta meg a France Football Aranylabdáját, mivel 1994-ig csak európaiakra (utána 2006-ig európai csapatban játszókra) lehetett szavazni. A FIFA Aranylabda másik elődjét, az év labdarúgója díjat 1991-ben alapították, így Pelére szintén nem lehetett szavazni a díj odaítélésénél.